# Ustawieni
Ustawieni – amerykańska komedia kryminalna z 2001 roku.

## Główne role
- Jon Favreau - Bobby Ricigliano
- Vince Vaughn - Ricky Slade
- Famke Janssen - Jessica
- Makenzie Vega - Chloe
- Jenteal - Wendy
- Faizon Love - Horrace
- Bill Capizzi - Arthur
- Peter Falk - Max
- Vincent Pastore - Jimmy
- Sean Combs	- Ruiz
- David O’Hara - The Welshman
- Guy Washburn - Chuck E. Cheese

## Fabuła
Bobby z dziewczyną Jessicą wyprowadzają się z miasta, gdzie mieszkają. Trafiają do Nowego Jorku, gdzie szef dziewczyny Bobby’ego pomoże im zdobyć kasę na początek. On próbuje sił jako bokser, ale mu nie wychodzi. Wtedy poznaje Ricky’ego - zafascynowany filmami gangsterskimi chce z Bobbym założyć własną mafię. Żeby to zrobić potrzebuje pieniędzy. Obaj przyjmują propozycję starego gangstera Maxa.